# لشکرکشی بریتانیا به اسکندریه (۱۸۰۷)
لشکرکشی به اسکندریه (انگلیسی: Alexandria expedition of 1807) یا لشکرکشی ژنرال فریزر (به عربی: حملة فریزر) عملیاتی در سال ۱۸۰۷ توسط نیروی دریایی سلطنتی و ارتش بریتانیا در جریان جنگ انگلستان و عثمانی (۱۸۰۹-۱۸۰۷) طی جنگ‌های ناپلئونی برای تسخیر اسکندریه در مصر عثمانی با هدف تأمین پایگاه عملیاتی علیه امپراتوری عثمانی در دریای مدیترانه بود. این عملیات بخشی از یک استراتژی بزرگتر علیه اتحاد عثمانی و فرانسه در دوران سلطان سلیم سوم بود. این حمله منجر به اشغال اسکندریه از ۱۸ مارس تا ۲۵ سپتامبر ۱۸۰۷ شد. مردم اسکندریه به دلیل نارضایتی از محمدعلی پاشا، دروازه‌های شهر را به روی نیروهای انگلیسی گشودند و اجازه دادند یکی از آسانترین فتوحات یک شهر توسط نیروهای انگلیس در طول جنگ‌های ناپلئونی شکل بگیرد. با این وجود بیش از ۹۰۰ افسر انگلیسی کشته و بیش از ۵۰۰ نفر اسیر شدند، با تلاش بیش از اندازه سربازان انگلیسی، در نبردها در بندر رشید (بندری که از ورودی نیل محافظت می‌کرد) برای ادامه کار در داخل کشور، فاجعه‌بار بود. در نتیجه، نیروهای انگلیسی مجبور به عقب‌نشینی به اسکندریه شدند که در در آنجا نیز تحت محاصره قرار گرفتند. پس از عملیات بی‌نتیجه بریتانیا علیه نیروهای مصر و عدم توانایی جمع‌آوری تدارکات، نیروهای بریتانیایی مجبور به عقب‌نشینی شده و اسکندریه را ترک کردند، زیرا هیچ موقعیت قابل توجهی در مصر بدست نیاوردند.